# Ove Christensen
Ove Christian Christensen, född 18 augusti 1856 i Köpenhamn, död där 5 november 1909, var en dansk pianist och violinist.
Christensen var elev vid Det Kongelige Danske Musikkonservatorium, där Edmund Neupert och Valdemar Tofte var hans lärare. Åren 1877–87 var han anställd som kejserlig kammarmusiker vid den kejserliga operan i Sankt Petersburg. Därefter återvände han till Köpenhamn där han verkade som högt ansedd pianopedagog. Han utgav Technik: Studien für Klavier zur höchsten Ausbildung (1905).